# Manuel Valls i Gorina
Manuel Valls i Gorina (* 21. Juli 1920 in Badalona; † 9. September 1984 in Barcelona) war ein katalanischer Komponist und Musikwissenschaftler. Seine wohl bekannteste Komposition ist die Hymne des Fußballklubs FC Barcelona für Chor und Orchester auf einen Text von Josep Maria Espinàs und Jaume Picas.

## Leben und Werk
Manuel Valls  kombinierte ein Jurastudium an der Universität Barcelona mit einem Musikstudium am Conservatori del Liceu. Später studierte er Komposition bei Aita Donostía.
Er war Gründungsmitglied des Manuel-de-Falla-Kreises und unterrichtete Musik in Kursen für Ausländer an der Universität Barcelona. Er wirkte auch als Lehrer für Bühnenmusik an der Escola d’Art Dramàtic Adrià Gual (Schule für dramatische Kunst Adrià Gual). Er wirkte als Musikkritiker für Ràdio Barcelona.
Er ist der Komponist der Kabarettoper CAL 33-33 o el Bon samarità (1969, „CAL 33-33 oder der barmherzige Samariter“), von verschiedenen Bühnen- und Orchestermusiken sowie von Soundtracks für Kinofilme wie La ciutat cremada (A. Ribas 1976), Companys: procés a Catalunya (J.M. Forn 1979) und Victòria (A. Ribas 1984).
Er schrieb eine Reihe von musiktheoretischen und musikwissenschaftlichen Werken wie: La música catalana contemporània (1960, „Die zeitgenössische katalanische Musik“), La música contemporània i el públic (1967, „Die zeitgenössissche Musik und das Publikum“), Història de la música catalana (1969, „Geschichte der katalanischen Musik“), Música en cifras (1974, „Musik in Zahlen“) sowie El fet musical a Catalunya (1978, „Die musikalische Lage in Katalonien“).
Er war Gründungsmitglied der Associació Catalana de Compositors (Katalanische Komponistenvereinigung) und Mitglied der Societat Catalana de Musicologia (Katalanische musikwissenschaftliche Vereinigung).